# Guitaret
 El guitaret és un lamel·lòfon elèctric fabricat per Hohner i inventat per Ernst Zacharias, el 1963. Zacharias també va inventar instruments similars com el pianet, cembalet i el clavinet.
L'instrument en si no es va fer popular i va ser abandonat de la línia de productes el 1965, presumptament perquè no va entusiasmar el mercat. Va ser un dels experiments en què Zacharias va convertir instruments musicals no estàndards en moderns. Les guitaretes que han sobreviscut tenen problemes amb el sistema d'amortiment de canyes, cosa que significa que l'instrument s'ha tocat amb dues mans.
Malgrat la seva obsolescència, el seu so diferent l'ha popularitzat en escenaris retro i coloristes, i ha experimentat una certa revifalla. Ha estat presentat en bandes sonores recentment per aquest motiu.
El so del guitaret és el d'un piano de polze, com es coneixen les sanses. Està connectat a un amplificador i sona com una sansa electrònica.

## Disposició i execució
El guitaret és un lamel·lòfon racionalitzat, que fa ús de canyes o llaunes metàl·liques que es disposen en tres files dins d'una caixa rectangular de metall pintada de color blanc d'uns 30 centímetres de llargada. Els extrems de les fileres sobresurten lleugerament per sobre del nivell de la caixa. El músic agafa el guitaret amb la mà esquerra al mànec i utilitza el polze de la mà dreta per accionar les pues. Hi ha tons amagats que ressonen per engreixar els sons. Tot i que hi ha 3 files de 12 pues cadascuna, només hi ha 15 tons reals, que van des de Sol♯3 fins a Mi5 per repetició.
Un mànec situat a l'extrem esquerre de l'instrument conté una gran palanca, anomenada "botó d'amortidor", que fa funcionar un mecanisme d'amortidor. Al prémer el botó amb ressort, un mecanisme amortidor aixeca una sèrie de coixinetes de feltre que es recolzen sobre les pues; en deixar anar el botó, totes les pues, incloses les ressonants, se silencien alhora.
L'instrument és amplificada amb una sola pastilla electromagnètica que embolica les pues. La bobina està directament connectada a la sortida a l'amplificador, no té amplificació interna. El so de l'instrument sense amplificació és molt tou.
Les tres files de pues estan disposades en el cercle de quintes, cosa que permet el funcionament fàcil de lesprogressions harmòniques d'acords i es disposen de manera que els acords de tríades o de quatre notes es puguin tocar amb facilitat. A la part superior de la caixa de l'instrument, aquests acords estan disposats per a la comoditat del músic. Els acords són majors, menors, setè disminuït, setè major, disminuït, augmentat, menor setè i sisè.
A la pàgina de Guitaret de Facebook apareix un mètode alternatiu de reproducció multi-dits de dues mans, inventat per Lalli Barriere amb el botó amortidor subjectat amb bandes elàstiques, mentre que Ivodne Galatea ha creat un estil amb la mà dreta de cinc dits per a interpretar música clàssica, i la mà esquerra utilitzada per amortir el so. Galatea també ha creat una tabulatura per a tocar l'instrument de manera clàssica i ha creat un repertori amb peces de Bach, Beethoven i Debussy, així com un arranjament per a la conjunt de guitaret de "In C" de Reilly.

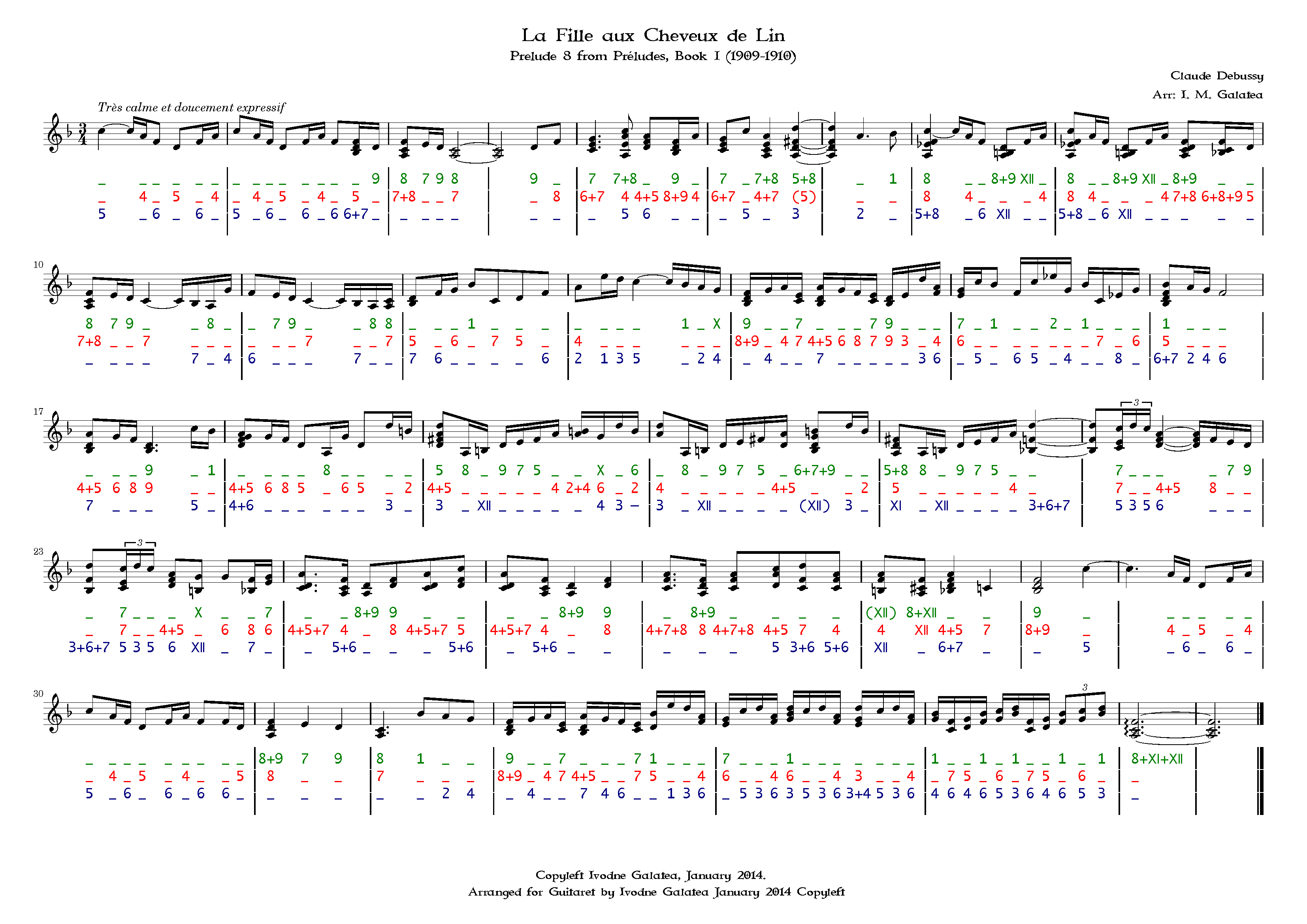
Tabulatura de La Fille aux Cheveux de Lin de Debussy per a guitaret.

## Intèrprets famosos

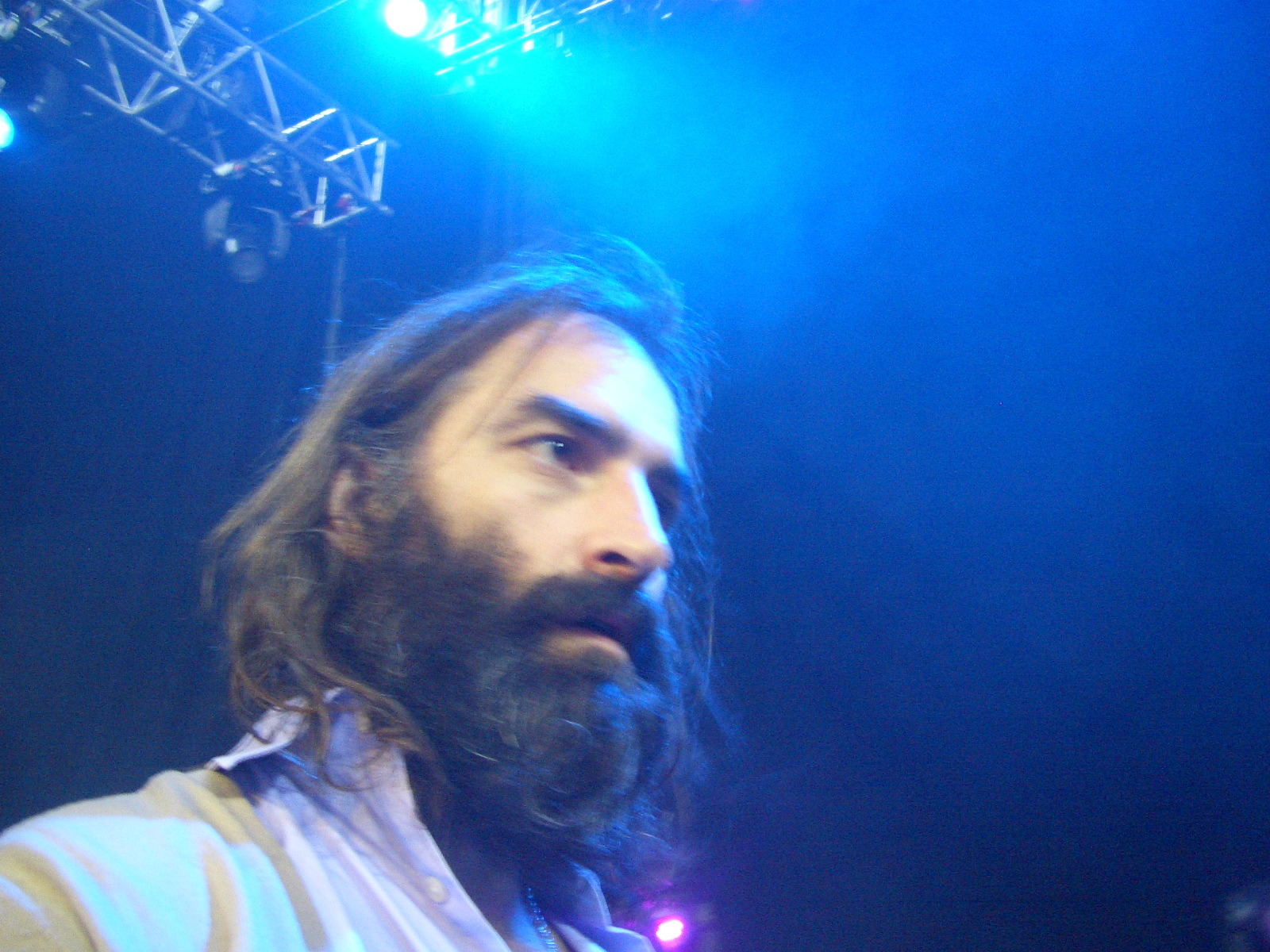
Warren Ellis el 2006.

- Es presenta a l'obra de Leo Abrahams (va rebre un guitaret de Brian Eno). Leo toca el guitaret a la banda sonora de "Searching 1906" "I ended up playing a lot of guitaret (the rare thumb piano-like instrument that Eno gave me)".
- Warren Ellis toca el guitaret tant a l'àlbum Grinderman com a la banda sonora de The Assassination of Jesse James del covard Robert Ford.
- Max Eastley (creador d'instruments) toca el guitaret segons la Lord Jazz Discography.
- Lali Barriere toca el guitaret a Pad (Projecte Achmed Digital) i amb Ferran Fages en un duet experimental barceloní GRUS. Lali també toca el guitaret a "My Pony", l'última cançó de "Press the Space Bar", de Chicks on Speed i The No Heads. Lali també va iniciar el Fan Club de Guitaret a Facebook, i va contribuir a l'Àlbum Guitaret.
- Michael Peters va organitzar l'Àlbum Guitaret a través del Club de Fans de Guitaret i utilitza el Guitaret per a Live-looping. Va tocar el guitaret a Tonlabor (2004-2006) com a part d'una col·lecció d'instruments estranys.
- Ivodne Galatea ha publicat 3 àlbums de música de guitaret "The Ambitions of Curiosity", "The Geography of Think" i "The Archaeology of Knowledge". Ivodne també va contribuir a l'àlbum de guitaret.
- Saïd Zarrabi, el teclista de Les quitriches, una banda de ritmes francesa de Stuttgart, Alemanya i Quitriche-en-Auvergne, França, toca el guitaret.
- Aja West toca el guitaret a Flash i Snowball d'Aja West i Cheeba.
- Plamo inclou el guitaret en la seva instrumentació.
- Roland Wolff toca el guitaret a la seva música escènica.
- Martin Schnur interpreta el seu guitaret a vegades en la seva música escènica amb el Original Wammertaler Musikanten.
- La banda islandesa múm inclou el guitaret al seu darrer àlbum i la cançó "Illuminated" la presenta.
- Abandon the Earth Mission ofereix un Guitaret
- Sona sampleritzat a MOTU Electric Keys, per la qual cosa el so de guitaret probablement se sent més que el mateix guitaret. També n'hi ha un (de forma defectuosa) per a l'audio 9V que amplia l'interval per octaves, però també transposa una octava.
- Loren Bouchard el toca a la cançó temàtica de Bob's Burgers.
- Joanna Newsom el toca en una de les cançons del disc Divers (album).

## Enregistraments
- The Guitaret Album